# فانغارد للاستثمار
مجموعة فانغارد (Vanguard Group) هي شركة أمريكية للاستشارات في الإستثمارات مسجلة مقرها في مالفن - بنسلفانيا وتدير أصول تزيد قيمتها على 7 تريليون دولار. وهي أكبر مزود للصناديق المشتركة وثاني أكبر مزود لصناديق المؤشرات المتداولة في البروصة (ETF) في العالم بعد iShares من BlackRock . بالإضافة إلى الصناديق المشتركة والصناديق المتداولة، تقدم فانغارد خدمات الوساطة، والمعاشات السنوية المتغيرة والثابتة، وخدمات الحسابات التعليمية، والتخطيط المالي، وإدارة الأصول، وخدمات الائتمان.
يرجع الفضل إلى المؤسس والرئيس السابق جون سي بوغل. ينسب لبوغل إنشاء أول صندوق مؤشر متاح للمستثمرين الأفراد، وكان مؤيدا وممكنا رئيسيا للاستثمارات منخفضة التكلفة من قبل الأفراد. تم تصميم فانغارد كشركة مشتركة؛ فهي مملوكة من قبل الصناديق التي تديرها الشركة، وبالتالي فهي مملوكة لعملائها. تقدم فانغارد فئتين من معظم أموالها: أسهم المستثمرين وأسهم شركة أميرال. أسهم أميرال لها نسب نفقات أقل قليلاً ولكنها تتطلب استثماراً أدنى أعلى.

## التاريخ

### التأسيس
في عام 1951، قام جون سي. بوغل، في أطروحته الجامعية في جامعة برينستون، بإجراء دراسة وجد فيها أن معظم الصناديق المشتركة لم تحصل على أي أموال أكثر مما لو استثمرت في مؤشرات سوق الأوراق المالية الواسعة. وحتى إذا كانت الأسهم في الصناديق تتفوق على المؤشر القياسي، فقد خفضت الرسوم الإدارية العوائد على المستثمرين لتكون دون عوائد المؤشر المرجعي.
فور تخرجه من جامعة برينستون في عام 1951، تم تعيين شركة بوغل بواسطة شركة إدارة Wellington. في عام 1966، قام بالاندماج مع مجموعة إدارة للصناديق ومقرها في بوسطن. أصبح الرئيس في عام 1967 والرئيس التنفيذي في عام 1970. ومع ذلك، انتهى الاندماج بشكل سيئ، وبالتالي تم فصل بوغل في عام 1974. لقد قالت بوغل عن إطلاقها: «إن الشيء العظيم في هذا الخطأ، والذي كان مخزياً ولا يمكن تبريره وهو انعكاس للضعف والثقة الزائدة بشكل تتجاوز ما تبرره الحقائق، هو أنني تعلمت الكثير. وإذا لم يكن قد تم طردي، لما كان هناك فانغارد.» 
رتب بوغل لبدء قسم جديد من الصناديق في Wellington. أطلق عليها اسم فانغارد (Vanguard)، على اسم سفينة رائد Horatio Nelson في معركة النيل، أتش أم أس Vanguard. اختار بوغل هذا الاسم بعد أن ترك له أحد الموزعين في المطبوعات عتيقة كتابًا عن الإنجازات البحرية لبريطانيا العظمى التي تميزت بها HMS Vanguard. قاوم المديرون التنفيذيون في ويلنجتون الاسم في البداية، لكنهم وافقوا عليه بعد أن ذكر بوغل أنه سيتم إدراج أموال الطليعة أبجديا بجانب صناديق ويلينغتون.

### نمو الشركة
حظر التنفيذيون في ويلنجتون الصندوق من المشاركة في الخدمات الاستشارية أو إدارة الصناديق. رأى بوغل أنها فرصة لبدء صندوق سلبي مرتبط بأداء مؤشر ستاندرد آند بورز 500 . استلهمت شركة بوغل أيضًا من بول سامويلسون، وهو خبير اقتصادي فاز لاحقًا بجائزة نوبل في العلوم الاقتصادية، الذي كتب في عمود في أغسطس 1976 في مجلة نيوزويك أن المستثمرين الأفراد بحاجة إلى فرصة للاستثمار في مؤشرات سوق الأسهم مثل مؤشر ستاندرد آند بورز 500. المنافسون، الذين قاموا بتسويق الصناديق ذات الرسوم العالية بدعوى التغلب على السوق، قاوموا نهج مؤشر التكلفة المنخفضة في فانغارد. وصفها بعض المنافسين بحماقة بوغل، وادعى البعض أنه من غير الأمريكية أن تحاول ببساطة مطابقة أداء سوق الأسهم، بدلاً من محاولة التغلب عليها.
في عام 1976، بعد الحصول على موافقة من مجلس إدارة ويلينغتون، أنشأ بوغل صندوق للإستثمار اسماه First Index Investment Trust (التي تسمى الآن Vanguard 500 Index). حصل على 11 مليون دولار في الطرح العام الأولي، مقارنة مع توقعات رفع 150 مليون دولار. البنوك التي أدارت الطرح العام اقترحت على بوجل إلغاء الصندوق بسبب ضعف الاستقبال ولكن بوجل رفض. في هذا الوقت كان موظفو فانغارد ثلاثة أشخاص فقط: بوجل واثنين من المحللين. نمو الأصول في السنوات الأولى كانت بطيئة، جزئيا لأن الصندوق لم تدفع عمولات السماسرة الذين باعوا الأمر الذي كان غير عادي في ذلك الوقت. في غضون عام، فإن الصندوق قد نمت إلى 17 مليون دولار في الأصول، ولكن واحدة من ويلينغتون الأموال التي الطليعة بالإدارة أن يتم دمجها مع صندوق آخر، بوجل مقتنع ويلينغتون دمجها مع مؤشر الصندوق. جلبت هذه الأصول تصل إلى ما يقرب من 100 مليون دولار.
تسارع النمو في الأصول بعد بداية السوق الصاعدة في عام 1982، وبدأت شركات صناديق الاستثمار المشترك الأخرى في نسخ نموذج الفهرسة. لم تنجح أموال النسخ هذه لأنها عادة ما تفرض رسومًا عالية، الأمر الذي أدى إلى هزيمة الغرض من صناديق المؤشرات. في شهر كانون الأول لعام 1986، أطلقت فانجارد صندوقها الثاني المشترك، وهو صندوق لمؤشر السندات يسمى صندوق توتال بوند، الذي كان أول صندوق لمؤشر السندات عرض على الإطلاق على المستثمرين الأفراد. كان أحد الانتقادات السابقة لصندوق المؤشر الأول أنه كان مجرد مؤشر ل S & P 500. في كانون الأول 1987، أطلقت فانغارد صندوقها الثالث، صندوق Vanguard Extended Market Index ، وهو صندوق مؤشر لسوق الأوراق المالية بأكمله، باستثناء S & P 500. على مدى السنوات الخمس التالية، تم إطلاق صناديق أخرى، بما في ذلك صندوق مؤشرات الأسهم الصغيرة، وصندوق مؤشرات الأسهم الدولية، وصندوق إجمالي مؤشر سوق الأوراق المالية. خلال التسعينيات، تم تقديم المزيد من الأموال، وأصبح العديد من الصناديق الطليعية، بما في ذلك صندوق مؤشر S & P 500 وصندوق إجمالي سوق الأسهم، من بين أكبر الصناديق في العالم، وأصبحت فانغارد أكبر شركة صناديق استثمارية في العالم. تقاعد جون نيف، المستثمر المشهور، كمدير صندوق ويندسور في فانجارد في عام 1995، بعد مهنة امتدت 30 عامًا، حيث فاز صندوقه على مؤشر ستاندرد آند بورز 500 بمتوسط 300 نقطة أساس في السنة.

### مؤخراً
تقاعد بوغل من فانغارد كرئيس في عام 1999 عندما بلغ سن التقاعد الإلزامي للشركة 70 عامًا وخلفه John J. ("Jack") Brennan. في شباط 2008، أصبح ف. وليم ماكناب الثالث رئيسًا  وفي آب 2008، أصبح الرئيس التنفيذي. وسع كل من خلفاء بوغل عروض فانغارد في صناديق الاستثمار المشتركة التي فضلتها بوغل، وأضافو أيضاً الصناديق المتداولة في البورصة ETFs الصناديق التي تتم إدارتها بشكل مباشر. [بحاجة لمصدر]
في 16 أيار2017 ، أفيد بأن فانغارد قد أطلقت حسابًا للوساطة المالية في المملكة المتحدة (كانت بالفعل تبيع الصناديق وصناديق ETF منذ عام 2010 في المملكة المتحدة من خلال Vanguard Asset Management Ltd)، وأنها ستبدأ «تسويق أموالك منخفضة التكلفة مباشرة إلى عملاء التجزئة». وذكرت الصحف أن منافسي المملكة المتحدة تعرضوا لانخفاض في قيمة الأسهم نتيجة لذلك، حيث نقل أحد المحللين قوله «إن خطة فانجارد الرامية إلى زعزعة سوق الاستثمار في المملكة المتحدة من خلال وصول مباشر منخفض التكلفة إلى أمواله يمكن أن يشعل حرب أسعار متغيرة السماسرة ومديري الصناديق على حد سواء». في ذلك الوقت، كان لدى فانغارد 4.3 تريليون دولار من الأصول تحت إداراتها، وكانت ثاني أكبر شركة صناديق في العالم.
في تموز 2017، أفادت Financial Times أن McNabb سوف يرحل كمدير تنفيذي وسوف يحل محله رئيس قسم الاستثمار Tim Buckley، اعتبارًا من 1 كانون الثاني 2018. وأفادت صحيفة وول ستريت جورنال عن توليه منصب الرئيس التنفيذي بأن التحدي الذي سيواجهه سيصبح ثاني أكبر شركة استثمار في العالم. سيبقى McNabb للبقاء في الشركة كرئيس.

## خدمات
بالإضافة إلى الصناديق المشتركة والصناديق المتداولة، تقدم فانغارد خدمات الوساطة، والمعاشات السنوية المتغيرة والثابتة، وخدمات الحسابات التعليمية، والتخطيط المالي، وإدارة الأصول، وخدمات الائتمان. يتم تصنيف العديد من الصناديق الاستثمارية التي تديرها فانغارد على رأس قائمة صناديق الاستثمار الأمريكية من خلال الأصول الخاضعة للإدارة. تقدم فانغارد فئتين من معظم أموالها: أسهم المستثمرين وأسهم شركة أميرال . تملك أسهم أدميرال نسب نفقات أقل قليلاً ولكنها تتطلب حد استثمار أدنى يترواح بين 10000 دولار إلى 100000 دولار حسب الصندوق.

## نقد
تم انتقاد شركة فانجارد لقيامها بشراء أسهم وسندات بقيمة 6.2 مليار دولار في شركات الفحم حتى ديسمبر 2018 على الرغم من الأضرار البيئية التي يسببها الفحم بسبب تغير المناخ.

## مكاتب
يقع مقر الشركة الرئيسي في مالفيرن، بنسلفانيا، إحدى ضواحي مدينة فيلادلفيا. لديها مكاتب تابعة في شارلوت بولاية نورث كارولينا وسكوتسديل بولاية أريزونا. الشركة لديها أيضا مكاتب في أستراليا وآسيا وأوروبا.